# Lorentz Diderich Klüwer
Lorentz Diderich Klüwer (1750 på gården Bjertnæs i Værdalen, Nordre Trondhjems Amt – 30. januar 1820) var en dansk-norsk officer.
Han var søn af oberstløjtnant L.D. Klüwer (1700-1771) og dennes anden hustru, Sille Marie f. Hagen. Klüwer begyndte sin militære løbebane som underofficer, først ved nordenfjeldske skiløbere og siden i København (fra 1769) ved Fodgarden. 1772 blev han løjtnant og kom til Norge, hvor han først gjorde tjeneste ved nordenfjeldske gevorbne Regiment, derpå ved 1. trondhjemske Regiment og til sidst ved nordenfjeldske skiløbere, hvor han 1788 blev kaptajn. Sidstnævnte bataljon fik han 1804 og blev samtidig major, men gik allerede 1805 af på ventepenge. 1807-09 førte han en landeværnsbataljon i krigen mod Sverige. Han døde 30. januar 1820, ugift. Klüwer var en ivrig landmand, der meget forbedrede sin gård Bjertnæs og tillige optrådte som landøkonomisk forfatter (Bondepractica, 1815). 1791 fik han Landhusholdningsselskabets guldmedalje og blev 1811 medlem af Videnskabsselskabet i Trondhjem. Han var tillige vicevejmester under Nicolai Frederik Krohg.